# AIR SM☆SH 1
『AIR SM☆SH 1』（エア・スマッシュ・ワン）はSM☆SHの日本での1枚目のアルバム。

## 内容
カップリング含むシングル収録曲8曲及びインスト4曲を収録した初めて日本でリリースしたフルアルバム。初回盤AはライブDVD、初回盤BはヒストリーDVD付き。

## 批評
CDジャーナルは「メンバーそれぞれの声が個性的で、ダンスもポップスもバラードも安定感十分。明るくやんちゃでちょっぴりナイーヴな正統派歌謡曲を、清潔感あふれるユニゾン・コーラスでまとめ上げている」と評した。

## 収録曲

### 通常盤
1. Interlude〜AIR SM☆SH 1
2. BABY I LOVE YOU
作詞：三枝幸子・小澤正澄　作曲・編曲：小澤正澄
3. MO☆TO
作詞：Junz　作曲・編曲：Face 2 fAKE
4. Do it Do it!
作詞：三枝幸子・小澤正澄　作曲・編曲：小澤正澄
5. Lunatic
作詞：Kenn Kato　作曲・編曲：Face 2 fAKE
6. Interlude〜RADIO AIR SM☆SH
7. BLIND
作詞：望月由絵　作曲：望月由絵・Ryo Matsuzawa　編曲：小澤正澄
8. Chance（album ver.）
作詞：三枝幸子・小澤正澄　作曲・編曲：小澤正澄
9. Give Me Motion
作詞：三枝幸子・OZA　作曲：OZA
10. Movin' on
作詞・作曲・編曲：伊東大和
11. Interlude〜YOU & I
12. TRUE LOVE
作詞：三枝幸子・小澤正澄　作曲・編曲：小澤正澄
13. Bounce★up
作詞：伊東大和　作曲：川本宗孝・伊東大和(Rap部のみ)　編曲：伊東大和
14. Voyager〜いつもキミのそばに〜
作詞：市川喜康　作曲：Tatsuhiro Miyake
15. アイノウタ
作詞・作曲・編曲：伊東大和
16. Outro〜Next Step

### 初回盤A
1. Interlude〜AIR SM☆SH 1
2. BABY I LOVE YOU
3. MO☆TO
4. Do it Do it!
5. Lunatic
6. Interlude〜RADIO AIR SM☆SH
7. BLIND
8. Chance（album ver.）
9. Give Me Motion
10. Movin' on
11. Interlude〜YOU & I
12. TRUE LOVE
13. Bounce★up
14. Voyager〜いつもキミのそばに〜
15. アイノウタ
16. Outro〜Next Step
17. チェリー（原曲：スピッツ）[1] - ボーナストラック
作詞・作曲：草野マサムネ

### 初回盤B
1. Interlude〜AIR SM☆SH 1
2. BABY I LOVE YOU
3. MO☆TO
4. Do it Do it!
5. Lunatic
6. Interlude〜RADIO AIR SM☆SH
7. BLIND
8. Chance（album ver.）
9. Give Me Motion
10. Movin' on
11. Interlude〜YOU & I
12. TRUE LOVE
13. Bounce★up
14. Voyager〜いつもキミのそばに〜
15. アイノウタ
16. Outro〜Next Step
17. SHY-SHY-SHINE（原曲：ZOO）[1] - ボーナストラック
作詞・作曲：尾関昌也